# Тетяев, Михаил Михайлович
Михаи́л Миха́йлович Тетя́ев  (11 [23] сентября 1882, Нижний Новгород — 11 октября 1956, Ленинград) — русский и советский геолог-тектонист, доктор геолого-минералогических наук, профессор Ленинградского горного института (1930).
Одновременно и независимо с В. Г. Бухером развивал пульсационную гипотезу геотектонического развития Земли, сформулированную им как обобщение гипотез контракции (сжатия) и экспансии (расширения) в 1930-е годы.

## Биография
Родился 11 (23) сентября 1882 года в городе Новгород, в семье члена окружного суда М. А. Тетяева. В 1894 году вместе с семьей отца переехал в Витебск.

### Образование
Гимназию окончил в городе Витебск.
В 1900 году поступил в Петербургский университет на естественное отделение физико-математического факультета. В феврале 1901 за участие в студенческом революционном движении по приговору Особого совещания при Министерстве народного образования уволен из института и сдан в солдаты. Осенью вернулся, но в 1903 исключен повторно, без права повторного поступления.
Учился в Бельгии, где окончил техническое отделение Льежского университета (в Горной школе механического факультета) с дипломом горного инженера (1911) под руководством Поля Фурмарье. Там же защитил диссертацию по палеозойским образованиям Европейской России и получил ученое звание геолога (1912).
В 1934 году окончил Ленинградский Марксистско-Ленинский университет (ВАРНИТСО).

### Научная и преподавательская работа
В 1912—1937 работал в Геологическом комитете России (с 1930 — ЦНИГРИ):
- с 1912 и в 1926—1928 — учёный секретарь и ответственный редактор издания Известия Геологического комитета
- в 1932—1934 — заместитель директора ЦНИГРИ
- в 1934—1937 — руководитель кабинета геотектоники ЦНИГРИ.

С 1918 года преподавал в Географическом институте в Петрограде.
С 1930 года — профессор Ленинградского Горного института и Ленинградского Университета.
Предложил классификацию тектонических движений, в которой выделил колебательную форму тектогенеза, магматическую, складчатую и форму микроколебаний. Считал, что ведущую роль в тектогенезе играют вертикально направленные движения и связывал их с предполагаемыми явлениями сжатия и расширения вещества Земли. Считал, что вертикальные колебательные движения способны создать все известные формы складчатости. Развил представления об условиях слоеобразования и предложил оригинальную схему геосинклинального процесса.
Создатель геоморфологических карт окрестностей Саблино и южного Приладожья. Проводил региональные исследования в Прибайкалье, Забайкалье и других районах, отрицая концепцию Э.Зюсса — В. А. Обручева о «древнем темени Азии» и отстаивая точку зрения о более молодом каледонском, а для других районов — альпийском возрасте их структур и о развитии там шарьяжей. В этом случае М. М. Тетяев развивал точку зрения Л. де Лонэ, впервые высказанную в 1911 году.
В 1933 году предложил одну из первых схем тектонического районирования СССР, основанную на выделении разновозрастных складчатых зон .
Тектоно-геоморфологические идеи М. М. Тетяева, господствовавшие в мировой тектонике на протяжении XX столетия, привели к рождению тектонических школ В. В. Белоусова и С. С. Шульца.
Во время войны — работал на Южном Урале, затем в Черемхове, откуда вместе с ЛГИ возвратился из эвакуации в Ленинград.
В 1943 году выдвигался в члены АН СССР по геолого-географическому отделению, но в сентябре 1943 года не избран.
В ноябре 1948 года его тектонические теории подверглись критике на Расширенной сессия Института геологических наук АН СССР, где сам он не присутствовал.

### Репрессии

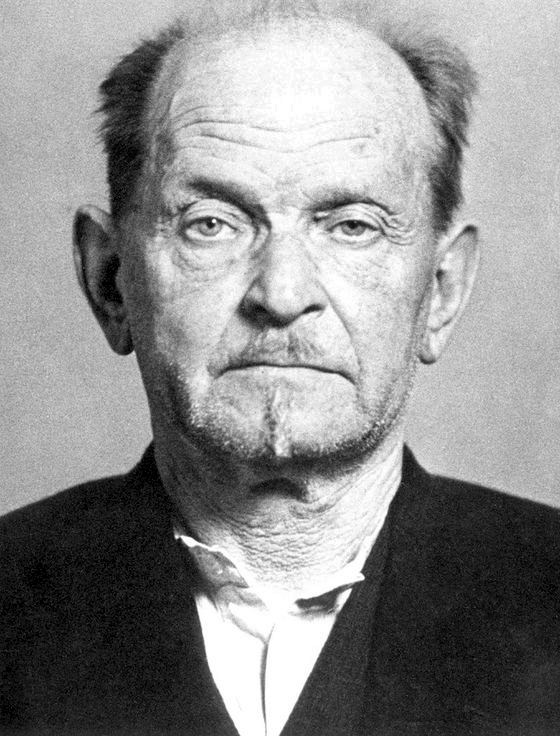
В тюрьме МГБ СССР, 1949

Арестован в Ленинграде в июне 1949 по «красноярскому делу».
28 октября 1950 года был приговорён «Особым совещанием» при МГБ СССР к заключению в ИТЛ на 25 лет.
В лагере работал в геологическом отделе Особого технического Бюро (ОТБ-1 (Красноярск)):
- главный геолог Енисейстроя, входящего в структуру ГУЛАГа,
- работал на рудном комбинате того же ведомства.

В лагере был вместе с профессором Московского горного института В. М. Крейтером, академиком АН Казахской ССР, доктором геолого-минералогических наук М. П. Русаковым и профессором из Томска А. Я. Булынниковым. Труды по Восточному Саяну, написанные в этот период, частично изданы посмертно.
Был реабилитирован после смерти Сталина 31 марта 1954 года.

### Последние годы жизни
В 1954 году вернулся из лагерей в Ленинград.
Был восстановлен деканом геологоразведочного факультета Ленинградского горного института.
Скончался 11 октября 1956 года в Ленинграде.

## Семья
Отец — Михаил Александрович Тетяев (около 1840 — около 1923), юрист
Жена — Пелагея Марковна[уточнить]. Сыновья Алексей (1912—1942), Александр (1922 — ?), репрессирован в 1949.
Жена — Екатерина Всеволодовна (урожд. Бочкарёва; 1895—1980). Дочь Татьяна (1925 — ?) — геолог.

## Награды
- 1944 — Орден Трудового Красного Знамени (25 июня 1944) — за выдающиеся заслуги в области подготовки инженерных кадров для горной промышленности
- 1948 — орден Ленина (ноябрь 1948)

## Память
- Гряды Тетяева[англ.] на Луне названы в честь Михаила Михайловича Тетяева.
- В честь М. М. Тетяева названа бухта (бухта Тетяева, Охотское море, Курильские острова, остров Уруп, название бухте присвоено после 1946 года)[14][15];
- В честь М. М. Тетяева назван мыс (мыс Тетяева, Охотское море, Курильские острова, остров Уруп, название мысу присвоено не позже 1949 года)[14].